# Area 51 (ゲーム)
Area 51（エリア51）は2005年にMidway Studios Austinが開発し、Midway Gamesにより、PlayStation 2、Xbox、Windows用にリリースされたFPSゲームである。PlayStation 2版は日本でも2006年11月9日にサクセスから発売された。

## 要素
プレイヤーは陸軍特殊部隊の危険物処理班「HAZMAT」の隊員イーサン・コールとなり、アメリカの秘密軍事基地施設エリア51を舞台に仲間の隊員達と共に、未知のウイルスにより、突然変異でミュータントと化した基地の研究者「サイエンティスト」や警備兵「セキュリティ・フォース」及びウイルスの進行で変形したリッパー、エイリアンのグレイ、正体不明の武装エージェント集団ブラックオプスなどと戦いながら、消息不明のデルタチームを救出し、謎のウイルスを覆うエリア51の基地の謎を追う。ゲームの特徴はスキャン機能があり、プレイヤーは探査センサーを装着しており、分析したい、物や人物や敵などにスキャンするとその情報が得られる。ミッションによってはスキャンしなければならない物もある。また、主人公はゲーム中盤でミュータントに変身が出来る様になる。ミュータントに変身すると、強力な格闘攻撃で攻撃でき、病原体放出（誘導弾）が出来る。
2004年8月31日にパラマウント映画がMidway Gamesのゲーム開発者と協力の元、このゲームの映画化を計画した。2007年3月にコミックの漫画家グラント・モリソンを映画の脚本の為、雇うなど、映画化に向けて準備してきた。しかし、未だに映画化はされていない。

## 登場人物

### チーム・ブラボーおよびその関係者
イーサン・コール
声：デイヴィッド・ドゥカヴニー
主人公。
アントニー・ラミレス
声：マルコ・ロドリゲス
チーム・ブラボーのリーダー。
ミッチ・クリスマン（クリスピー）
声：ジョシュ・キートン
チーム・ブラボーの隊員。
ジャック・マッキャン
声：ノーラン・ノース
チーム・ブラボーの隊員で微生物学者。

### その他
エドガー
声：ブライアン・ヒュー・ワーナー
宇宙人。
シータ
生物兵器。
グレイ
宇宙人。
ダグラス・ブリッジス
声：パワーズ・ブース
急速対応部隊隊員。
ウィンストン・クレイ
声：イアン・アバクロンビー
空軍試験飛行所「Area 51」第3分遣隊（AFFTC Det.3）に所属する科学者。
ミスター・ホワイト
声：フィリップ・プロクター
イルミナティのリーダー。基地に正体不明の武装エージェント集団のブラックオプスを送り込んだ張本人。
ビクター5
声：ブライアン・カミングス
クレイ博士の研究室で働く、クレイ博士の助手。
チュー中尉
声：ブング・シュピース
チーム・デルタのリーダー。
マルコ
声：ショーン・ドネラン
チーム・デルタの隊員。

## 日本での発売
日本で発売されたPlayStation 2版の日本版は海外版と比べ、出血表現の大幅なカットや、倒した敵の死体がすぐに消えたり（海外版は敵の死体はしばらくは消えない）など変更点がある。

## 無料公開
このソフトウェアはアメリカ空軍向けに無料配布された。（ただし現在はDoubleFusion.com.
での配布は終了した。）